# پیتای فیلیپینی
پیتای فیلیپینی (نام علمی: Erythropitta erythrogaster) یا پیتای سینه‌آبی، گونه‌ای از پرندگان از خانواده پیتایان (Pittidae) است. دارای منقاری نوک‌تیز و دارای شکم قرمز با نوار آبی سبز در روتنه است. در اندونزی و فیلیپین یافت می‌شود. زیستگاه طبیعی آن جنگل‌های جلگه‌ای نمناک نیمه‌گرمسیری یا گرمسیری است. این زیرگونه نمادین پیتای شکم‌سرخ در نظر گرفته شد. طول دو بال باز این گونه بین ۲۰ تا ۲۵ سانتی‌متر و ارتفاع آن ۱۷٫۵ تا ۲۰ سانتی‌متر است. در ردهٔ Aves تخم می‌گذارد و پرهایی دارد که تمام بدنش را پوشانده‌است، همچنین بال دارد و می‌تواند پرواز کند. همان‌طور که تصویر سمت راست شما نشان می‌دهد پرهای دم کوتاه و سر کوچک قهوه‌ای دارد.

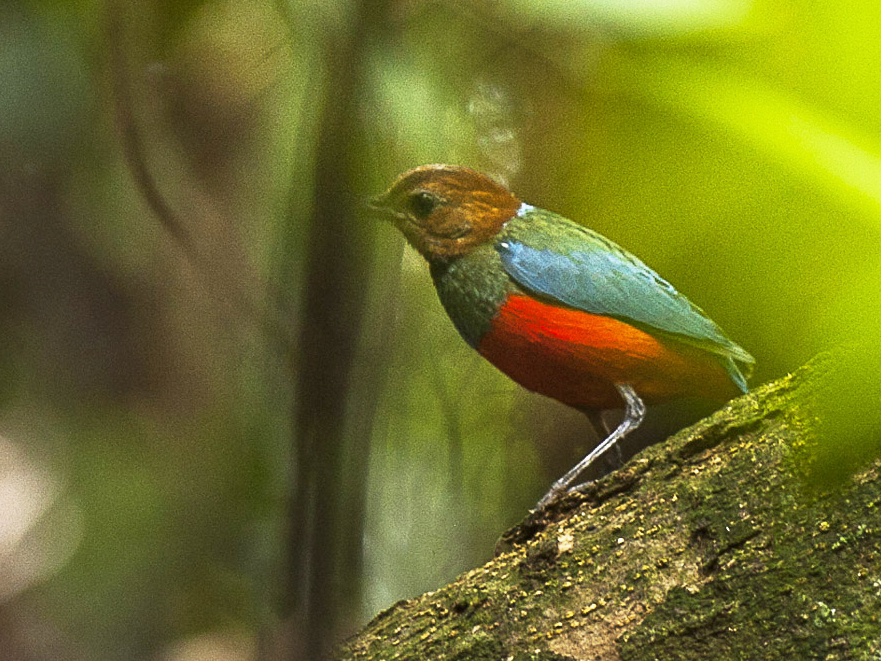
E. erythrogaster در لوزون، فیلیپین